# Хироо (посёлок)

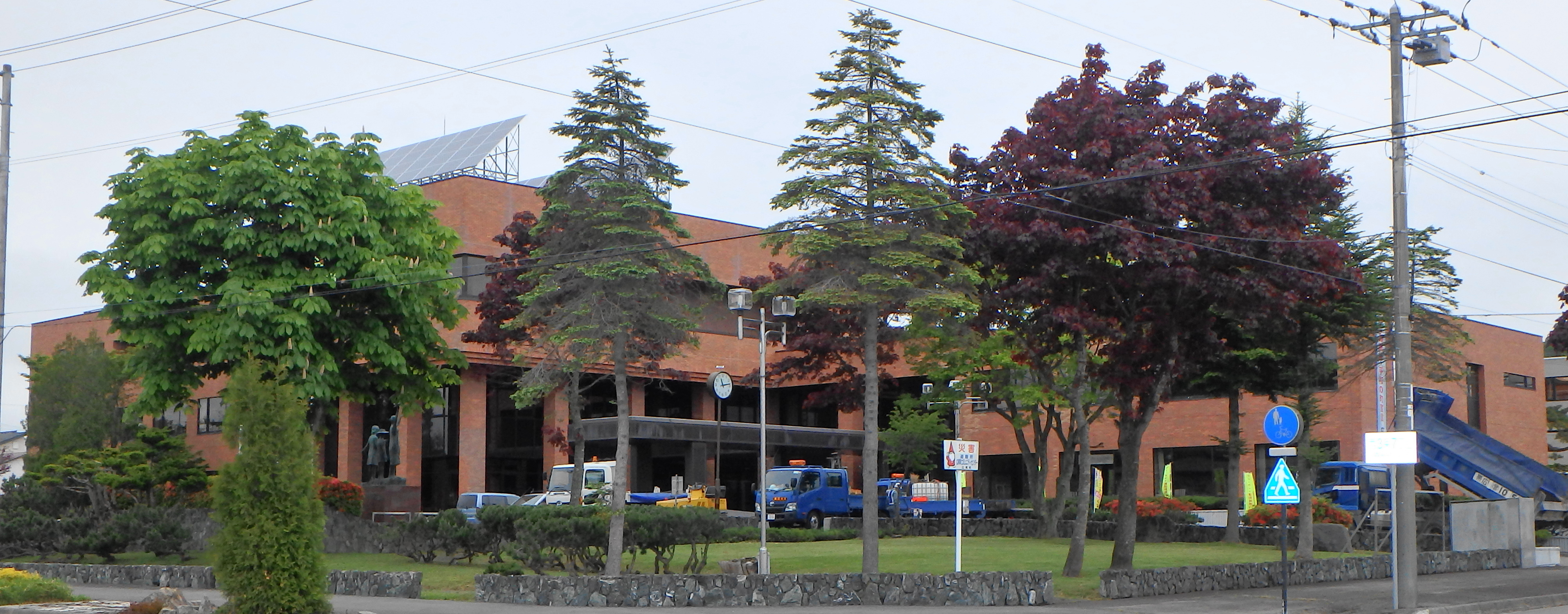
Мэрия посёлка Хироо

Хиро́о (яп. 広尾町 Хироо-тё:) — посёлок в Японии, находящийся в уезде Хироо округа Токати губернаторства Хоккайдо. Площадь посёлка составляет 596,16 км², население — 7401 человек (30 июня 2014), плотность населения — 12,41 чел./км².

## Географическое положение
Посёлок расположен на острове Хоккайдо в губернаторстве Хоккайдо. С ним граничат посёлки Тайки, Уракава, Самани, Эримо.

## Население
Население посёлка составляет 7401 человек (30 июня 2014), а плотность — 12,41 чел./км². Изменение численности населения с 1980 по 2005 годы:
| 1980 | 11 512 чел. |  |
| 1985 | 11 285 чел. |  |
| 1990 | 10 346 чел. |  |
| 1995 | 9593 чел.   |  |
| 2000 | 8975 чел.   |  |
| 2005 | 8325 чел.   |  |

## Символика
Деревом посёлка считается тис остроконечный, цветком — рододендрон, птицей — сизая чайка.